# Џаспер Џонс
Џаспер Џонс (енгл. Jasper Johns; 15. маја 1930. Огаста, Џорџија, САД) амерички је сликар и графичар.
Рођен је у Огасти, у америчкој држави Џорџији, а одрастао је у Алендејлу у Јужној Каролини. Године 1949. преселио се у Њујорк.
Његова најпознатија слика је Застава (енгл. Flag ) из 1955, на којој је застава САД. Године 1986. добио је Вoлфову награду за уметност, 1993. године Премију империјал, а 2011. године председник САД Барак Обама уручио му је Председничку медаљу слободе.